# Biblioteca y Museo Presidencial de Richard Nixon
La Biblioteca y Museo Presidencial de Richard Nixon es la biblioteca presidencial de Richard Milhous Nixon, el 37° Presidente de los Estados Unidos, y es parte de las Bibliotecas Presidenciales de los Estados Unidos de América, dirigidas y administradas por el Archivo Nacional de los Estados Unidos. Situada en 18001 Boulevard Yorba Linda en Yorba Linda, California, y con 9ac2 (36.000m2), se sitúa rodeando la casa donde Nixon nació y pasó su niñez, hoy en un área suburbana de Los Ángeles, cerca de las rutas estatales 57 y 90 en Orange County.

## Dedicación
La biblioteca fue inaugurada oficialmente el 19 de julio de 1990. El expresidente y la ex primera dama Nixon estaban presentes, al igual que el en ese entonces presidente, George H. W. Bush. También asistieron los expresidentes Gerald Ford y Ronald Reagan con sus esposas Barbara Bush, Betty Ford y Nancy Reagan. El expresidente Jimmy Carter no asistió.
La biblioteca de Nixon no es parte del sistema bibliotecario presidencial, los Archivos Nacionales y Administración de Documentos (NARA por sus siglas en inglés), sino que funciona mediante una fundación privada. Aproximadamente 46 millones de páginas de los expedientes blancos oficiales de la casa de la administración de Nixon se almacenan en el centro de los NARA en la Universidad de Maryland de acuerdo con las grabaciones y el acto presidenciales de la preservación de los materiales de 1974 (PRMPA). El personal presidencial de los materiales de Nixon (apodado el “proyecto de Nixon”) no tiene ninguna afiliación con la biblioteca de Nixon si no ha prestado los materiales a la biblioteca en el pasado (véase las controversias de registro de Nixon).
En enero de 2004, el congreso aprobó la legislación que previó el establecimiento de una biblioteca presidencial federal funcionando en Yorba Linda. Específicamente, la legislación enmendó las grabaciones y el acto presidenciales de la preservación de los materiales de 1974, que asignó que, por mandato, sigue habiendo materiales presidenciales de Nixon que quedaran en Washington D. C. Bajo esta nueva legislación, los materiales se pueden ahora mover a un edificio federal funcionando fuera de Washington D. C.. En marzo de 2005, el archivista de los Estados Unidos y el director ejecutivo privado de la fundación de la biblioteca y de Richard Nixon intercambiaron letras en los requisitos que permitirían a la biblioteca convertirse en la décima biblioteca presidencial funcionando dentro de los NARA. 
El 16 de octubre de 2006, el Dr. Timothy Naftali comenzó su arrendamiento como el director de los materiales. Asumió como director de la biblioteca, siendo nuevamente retitulado biblioteca presidencial en el verano de 2007, en el cual dieron oficialmente la bienvenida a la institución para ingresar al sistema bibliotecario presidencial federal.
En el invierno de 2006/2007, los NARA comenzaron a transferir los 30.000 regalos presidenciales del personal presidencial de los materiales de Nixon en la universidad de Maryland a la Biblioteca de Yorba Linda, California.